# Chà Vàl
Chà Vàl là một xã thuộc huyện Nam Giang, tỉnh Quảng Nam, Việt Nam.
Xã Chà Vàl có diện tích 130,32 km², dân số năm 2019 là 3.062 người, mật độ dân số đạt 24 người/km².